# Optimalizace (matematika)
Matematická úloha optimalizace je snahou o nalezení takových hodnot proměnných, pro které účelová funkce nabývá minimální nebo maximální hodnoty. Mnoho teoretických úloh i úloh z reálného světa vede na řešení úlohy optimalizace. Často se vyskytuje při modelování fyzikálních jevů, kde cílová funkce {\displaystyle f} má význam energie fyzikálního systému, která má v rovnovážném stavu systému být minimální. Úloha optimalizace představuje teoretický základ pro operační výzkum.

## Definice
Je-li účelová funkce {\displaystyle f:A\to \mathbb {R} }, pak v úloze minimalizace hledáme takové {\displaystyle x_{0}\in A}, že {\displaystyle f(x_{0})\leq f(x)} pro všechna {\displaystyle x\in A}. V úloze maximalizace naopak hledáme takové {\displaystyle x_{0}\in A}, že {\displaystyle f(x_{0})\geq f(x)} pro všechna {\displaystyle x\in A}.
Nalezený prvek {\displaystyle x_{0}} je nazýván optimálním řešením, který pro obecnou úlohu optimalizace nemusí být jednoznačný. Množina {\displaystyle A} se nazývá množinou přípustných řešení. Přípustná množina často bývá podmnožinou vektorového prostoru {\displaystyle \mathbb {R} ^{n}}, vydělenou omezujícími podmínkami ve formě rovností či nerovností. Optimalizační úlohu někdy pomáhají řešit tzv. podmínky optimality. Úloha optimalizace je někdy nazývána též úlohou matematického programování (tento termín nemá přímý vztah k programování).
Kromě deterministického matematického programování se někdy užívají stochastické (meta)heuristické algoritmy k nalezení dostatečně kvalitního řešení optimalizačních úloh v dostatečně krátkém čase, inspirované přírodou. Tyto algoritmy můžeme popsat jako zkratkovitý postup prohledávání prostoru řešení bez záruky správného výsledku, nicméně jsou zbaveny celé řady neduhů konvenčních optimalizačních metod, jako např. požadavek spojitosti či diferencovatelnosti objektivní resp. vazební funkce, respektování omezujících podmínek, uvíznutí v mělkém lokálním minimu atd. Na druhou stranu však je při jejich aplikaci zapotřebí nastavení jistých volných parametrů, které je nutné „naladit“ v závislosti na konkrétním optimalizačním problému.
Pro řešení optimalizačních problémů lze mj. užít aproximační algoritmus, který na rozdíl od heuristického algoritmu poskytuje záruku na odchylku vypočteného řešení od optimálního řešení, či pravděpodobnostní algoritmus, který na rozdíl od heuristického algoritmu určuje pravděpodobnost optimality řešení.

## Matematické programování
- lineární programování
- kvadratické programování
- nelineární programování
- konvexní programování
- dynamické programování
- celočíselné programování
- parametrické programování
- vícekriteriální programování
- infinitní programování
- semi-infinitní programování
- semi-definitní programování

Algoritmy matematického programování:
- metoda větví a mezí
- horolezecký algoritmus
- simplexový algoritmus
- gradientní sestup
- metoda Lagrangeových multiplikátorů

## Heuristické algoritmy
- zakázané prohledávání
- hladový algoritmus
- genetický algoritmus
- simulované žíhání
- Hopfieldova neuronová síť

## Metaheuristické algoritmy
- Multiagentní systém
- Optimalizace včelím rojem (Bee colony optimization)
- Optimalizace mravenčí kolonií (Ant colony optimization)
- Optimalizace hejnem světlušek (Glowworm Swarm Optimization)
- Optimalizace hejnem částic (Particle swarm optimization)